# Címerjavítás
A címerjavítás az eredetileg viselt címer bizonyosfajta megváltoztatása egy előkelőbbnek, „nemesebbnek” tartott szín, egy további címerábra, pajzstartók használatba vétele, a pajzs újabb mezővel történő tagolása stb. által, rendszerint uralkodói kiváltságként és jóváhagyás mellett.

Doncs mester címere (1327). A legkorábbi magyar címeradomány és egyben címerjavítás. A címerleírás alapján rekonstruált címerrajz.

Névváltozatok:
bővített czímer, javított czímer (Bárczay 6.) 

fr: armoiries chargées, de: Wappenbesserung, cs: polepšování erbů, rozmnožení erbbu, rozhojnění erbu

Rövidítések:
A címerjavítás vonatkozhat pusztán a színek megváltoztatására vagy a címer bővítésére új címerábrákkal (melyek a címerviselő nevezetes tetteire utalnak), mezőkkel,  külső címerrészekkel, mely a címerviselőt néha valamilyen külön joggal is felruházza. A címerhez hozzá lehet adni új pajzsfőt, telket, sisakokat, sisakdíszeket és meg lehet változtatni a sisak típusát, a sisakkoszorút sisakkoronára lehet cserélni, stb. A „címerjavítás” gyakran csökkenti az eredeti, egyszerűbb címer művészi értékét, azon téves ízlésítélet miatt, hogy a több címerábra több érdemre utal. Néha, az uralkodó hálájának jeleként, magával az uralkodó címerével vagy annak részeivel, illetve az uralkodóra utaló jelvényekkel bővítik a címert, mint például koronás monogram, korona vagy a nemzeti zászló színei stb. Címerjavításra nemcsak hadi tettek vagy udvari szolgálat elismeréseként kerülhet sor, hanem birtokgyarapodás, házasságkötés, öröklés vagy rangemelés alkalmával is.
Gyakran megesett, hogy a címerviselő utóda nagyobb hírnévre tett szert és a saját érdemeit a családi címerben is ki akarta fejezni. Idővel nagyon sok régi címert bővítettek ki vagy javítottak. Eredetileg a címert mindenki saját maga is megváltoztathatta. Később erre már csak az uralkodónak volt joga, az udvari kancellária heroldjai által. Egyes családok hagyománytiszteletből vagy a jó ízlés jeleként a megjavított címerük helyett a régi változatot használták. A 19. században néhány család nemzetségi gyűlésének határozata helyreállította az eredetileg használt címert.
Magyarországon a legrégibb címeradomány Dancs mesteré 1327-ből, melyben Károly Róbert király engedélyezi, hogy címerében az ezüst pólyákat és az ezüst nyilat aranyra javítsa. Ez érvényes a sisakdíszére és a zászlajára is, de csak akkor, ha a király oldalán vesz részt a háborúban, valamint felruházta annak jogával, hogy bármely lovagtól elvehesse a címerét, ha egy hozzá hasonló pajzsot visel.
Néha különbséget tesznek a címerjavítás és a címerbővítés között. A címerjavításkor a fejedelem vagy az ország 
címerének valamilyen címerábrájával vagy valamilyen külső címerrésszel (sisak, korona, paizstartó stb.) bővítik a megadományozott címerét, címerbővítéskor pedig bármilyen alakkal vagy 
képpel és ez nem feltétlenül van összefüggésben a fejedelem címerének címerábrájával. Az utóbbit általában másodrendű helyre tették. Ennek 
egyik ismert példája V. László 1453-as címerbővítése Hunyadi János részére, ahol a Hunyadiak hollós címerét négyelték és a pajzsban oroszlánokkal egészítették ki.     
A címer megváltóztatása lehet teljes, amikor a régi címerből semmi sem marad vagy részleges, amikor a régi címerábrát módosítják, illetve emellé más címerábrákat is adományoznak. A címerjavítás gyakran csak a színek megváltoztatására terjed ki, pl. az ezüstöt az előkelőbbnek tartott aranyra cserélik fel. Ha a címert a fejedelem címerével vagy annak 
egyes részeivel bővítik, a címer nemcsak bővített vagy javított, hanem engedménycímer is. 
Magyarországon címerjavításnak tekinthető az „arma deaurata” viselésének engedélyezése is, amellyel 1326-ban Károly Róbert  
tüntette ki Dancs zólyomi főispánt a Csák Máté elleni harcokban tanúsított szolgálataiért. Bárczai Bárczay Oszkár (1846-1898) heraldikus szerint első megjelenésük idején címerjavításnak tekinthetők a sisakkoronák is. Ilyen például Zsigmond király 
címerbővítése 1418-ból, sóvári Soós Miklós részére, ahol a pajzs feletti sisakot koronával egészítette ki és a címerképet is koronára helyezte.